# Macuo Bašó
Macuo Bašó (japonsky: 松尾芭蕉; 1644 – 28. listopadu 1694) je nejznámější japonský básník a zakladatel básnické formy později nazvané haiku. Pseudonym bašó (česky pisang – lat. Musa paradisiaca) zvolil podle banánovníku, který mu věnoval v roce 1680 jeden z jeho žáků. Vlastním jménem Macuo Munefusa, zprvu publikoval pod pseudonymem Tósei.

## Život
Bašó se narodil ve městě Ueno v rodině chudého samuraje. Když mu bylo devět, vstoupil do knížecích služeb, stal se pážetem. Stal se blízkým přítelem knížecího syna Sengina, který byl o dva roky starší než on. Oba spolu studovali poezii, jejich učitelem byl básník Kigin. V roce 1666 Sengin zemřel. Pro Bašóa to znamenalo obrovský otřes a požádal knížete o propuštění ze služeb. Kníže odmítl, ale Bašó nakonec stejně uprchl, a to do Kjóta. Zde v letech 1667–71 studoval japonskou poezii, čínské básnictví a kaligrafii.
V roce 1672 se přestěhoval do Eda, dnešního Tokia, kde přebýval až do konce svého života. Z prvních osmi jeho let v Edu neexistuje mnoho zpráv, ale ví se, že roku 1680 mu jeden z jeho obdivovatelů, kupec Sanpú, daroval domek nedaleko řeky Sumidy. V Edu se stal mistrem formy haikai no renga a živil se výukou studentů. Byl také sudím v básnických kláních. Po krátké období studoval zen pod vedením zenového mnicha.
Bašó během života také absolvoval řadu cest po Japonsku po vzoru básníků Saigjó a Sógi. Zážitky z cest ovlivnily jeho poezii a deníkovou tvorbu (viz haibun). K nejznámějším jeho cestovním deníkům patří Úzká stezka do vnitrozemí. Nejvíce pak cestoval ke konci života, a to z důvodů vyloženě duchovních. Po vzoru některých mnichů daroval svůj domek jednomu z přátel a cestoval, aby ho útrapy cestování zbavily jeho já.

## Dílo
Řazené básně (Haikai no renga) sloužily japonské městské populaci hlavně pro pobavení a nepředstavovaly vážnou poezii. Bašó ve své tvorbě užíval slangové výrazy, výpůjčky z čínštiny, a psal hokku (úvodní verš řazené básně renga) o osmnácti, devatenácti i více slabikách. Bašóova hokku reflektují lidské zkušenosti, to co viděl, co si myslel a co cítil. Ve své tvorbě neodmítal hravost haikai a prokázal, že hokku může zachytit i přes střídmou formu různé sentimenty a nálady provázející lidský život. Vytvořil vážnou poezii tam, kde šlo původně jen o zábavnou hru. Bašó je pokládán za objevitele poetického potenciálu této sedmnáctislabičné formy později pojmenované haiku.
Většinou své tvorby se snažil dosáhnout klasických ideálů (např. sabi – samota), přičemž zdůrazňoval, že musí být zachyceny běžnou mluvou a pomocí obrazů aktuálních tady a teď. Posledních pět let života se pokoušel vytvořit nový přístup, který nazval karumi (lehkost). Nepodařilo se mu jej do své smrti plně formulovat. Přesto jeho pozdní tvorba naznačuje, že se mohlo jednat o návrat k bezstarostnosti jinošských let smíšené se zkušeností získanou věkem.

### Sbírky básní
- Sbírka ze Sajo no Nakajama (japonsky 小夜の中山集 Sajo no Nakajama šú), spoluautor, vydal Šigejori Macue, 1664
- Hra s mušlemi (japonsky 貝おほひ Kai ooi), spoluautor sbírky, 1672
- Duté kaštany (japonsky 虚栗 Minašiguri), spoluautor sbírky, 1683
- Zimní den (japonsky 冬の日, Fuju no hi), 1684 (nazývá se i Pět kasenů z Owari, japonsky 尾張五歌仙 Owari go kasen)
- Sedm sbírek haikai (japonsky 俳諧七部集 Haikai šičibu šú) či Sedm sbírek Bašóových (japonsky 芭蕉七部集 Bašó šičibu šú), 1691, kam patří sbírky:
  1. Zimní den (冬の日 Fuju no hi)
  2. Jarní den (春の日 Haru no hi)
  3. Zpustlé planiny (Arano)
  4. Dýně (瓢 Hisagi)
  5. Opičí slaměná pláštěnka (猿蓑 Saru mino), 1691
  6. Balík dřevěného uhlí (炭俵 Sumi dawara), 1694
  7. Pokračování opičí slaměné pláštěnky (続猿蓑 Zoku saru mino)

### Haibun
- Zápisky z putování na čerstvém povětří (japonsky 野ざらし紀行 Nozaraši kikó), 1685
- Úryvky z poutníkovy kapsy (japonsky 笈の小文 Oi no kobumi), 1687
- Úzká stezka do vnitrozemí (japonsky 奥の細道 / おくのほそ道 Oku no hosomiči), 1702
- Záznam z Gendžúovy poustevny (japonsky 幻住庵の記 Gendžú-an no ki), 1691

### České překlady
- Pár much a já. Malý výbor z japonských haiku, Dharmagaia, Praha 1996, ISBN 80-85905-10-8
- Měsíce květy, SNKLU, Praha 1962; (výbor, spolu s J. Vladislavem)
- Měsíce květy, Mladá fronta, Praha 1996, ISBN 80-204-0615-8
- Pouť do vnitrozemí, ČSAV, Praha 1959
- Úzká stezka do vnitrozemí, Dharmagaia, Praha 2000, ISBN 80-85905-70-1

## Ukázka
Buddhistický obřad.
Vycházím z temna chrámu.
Oh! Květy třešní!
---
Do staré tůně
skočila žába
žbluňk
(přeložil Antonín Líman)
---
Balíc knedlíčky
v bambusu list, vlas svůj
prstem přičísne ...
---
Štípán blechou, vší,
a u mého polštáře
dlouze močil kůň.